# T́
Cette page contient des caractères spéciaux ou non latins. S’ils s’affichent mal (▯, ?, etc.), consultez la page d’aide Unicode.
T́ (minuscule : t́), ou T accent aigu, était un graphème utilisé dans l’écriture du popoluca de la Sierra et du võro, dans les romanisations ALA-LC du komi ou du tchouvache, et dans la romanisation de l’alphabet kharoshthi. Il s’agit de la lettre T diacritée d’un accent aigu.

## Utilisation
La romanisation ALA-LC des langues non slaves écrites avec l’alphabet cyrillique utilise le T accent aigu ‹ T́, t́ › pour translittérer le tié komi ‹ Ԏ, ԏ › de l’orthographe Molodtsov du komi et le té caron ‹ Т̌, т̌ › de l’orthographe tchouvache de 1872.

## Représentations informatiques
Le T accent aigu peut être représenté avec les caractères Unicode suivants :
- décomposé (latin de base, diacritiques) :

| majuscule | T́ | T◌́ | U+0054 U+0301 | lettre majuscule latine t diacritique accent aigu |
| minuscule | t́ | t◌́ | U+0074 U+0301 | lettre minuscule latine t diacritique accent aigu |